# 赵勇 (1963年7月)
赵勇（1963年6月—），四川三台人，汉族，中国共产党党员。中华人民共和国政治人物、第十三届全国人民代表大会四川省代表。

## 生平
毕业于清华大学，1993年进入长虹电器，2018年，赵勇被选为四川省出席第十三届全国人民代表大会代表。